# أنا عنتر (فلم)
أنا عنتر (بالانكليزية Ana Antar) (In english: I'm Antar)، فيلم سوري للثنائي دريد ونهاد عام 1966.

## قصة الفيلم
تدور أحداث الفيلم عن طبيب نفسي يستغل مريضاته عن طريق التنويم المغناطيسي في سرقتهم بدون دليل على قيامه بعملية السرقة . تقوم إحدى الشركات التي تمت فيها عملية السرقة بالذهاب إلى عنتر التحري الخاص غريب الأطوار من أجل الاستعانة بخدماته من أجل البحث عما وراء هذه السرقات، يبدأ عنتر في التحري حول الأمر والبحث عن الجاني.

## طاقم العمل
تمثيل
- دريد لحام: بدور المحقق عنتر بن حداد.
- نهاد قلعي: بدور حسني.
- رندة: بدور هالة.
- شفيق هاشم:
- هالة الشواربي: بدور سلوى.
- وداد جبور: بدور سعاد.
- حنا المعلوف
- خالد قرانوح: بدور أبو النور.
- صفوح الشربجي: بدور جمال.
- ماروشكا
- زين الصيداني
- سامي قدوحة

تأليف
- يوسف معلوف: قصة.
- دريد لحام: سيناريو وحوار.
- نهاد قلعي: سيناريو وحوار.

إخراج
- يوسف معلوف: مخرج.
- يوسف شرف الدين: مساعد مخرج.
- منير بطش: مساعد مخرج.[2]